# Lotte Mart
Lotte Mart (korejsky: 롯데마트) je síť jihokorejských hypermarketů, které prodávají potraviny, oblečení, hračky, elektroniku a další zboží. Lotte Mart je divize společnosti Lotte.
Svojí první prodejnu otevřel 1. dubna 1998 v Guui-dongu v Soulu v Jižní Koreji. V roce 2006 otevřel svou první prodejnu v zámoří. K roku 2021 měl 175 prodejen (112 prodejen v Jižní Koreji a 63 v zámoří). Prodejny v zámoří jsou zejména v Číně a Indonésii.